# جون بيتري
جون بيتري (بالإنجليزية: Jocky Petrie)‏ (و. 1867  م) هو لاعب كرة قدم، ومدرب كرة قدم بريطاني، مركز لعبه هو مهاجم.